# 예고편
예고편(豫告篇) 또는 트레일러(trailer)는 장차 영화관에 상영할 예정인 장편 영화를 위한 광고이다. 트레일러라는 용어는 "뒷따라다니는 것"을 뜻하는데, 본래 장편 극영화의 상영 끝부분에 해당 영상이 뒤따르는 데에서 유래한 것이다. 이러한 전통은 그리 오래가지 않았는데 관객들이 영화가 끝나면 바로 자리를 뜨면 전혀 홍보가 되지 않기 때문이다.
영화 예고편은 현재 DVD와 블루레이 디스크, 그리고 인터넷과 모바일 장치를 통해 대중화되어 있다. 연간 온라인으로 감상되는 100억 개의 비디오 가운데 뉴스와 사용자 제작 동영상에 이어 영화 예고편이 3위를 차지한다. 또, 예고편 포맷은 텔레비전 쇼, 비디오 게임, 책, 영화 이벤트/콘서트를 위한 프로모션 도구로서 채택되고 있다.

## 역사
미국 영화 극장의 최초의 예고편은 1913년 11월에 있었으며, Marcus Loew 극장 체인의 광고 관리자 Nils Granlund가 브로드웨이의 윈터 가든 극장에서 열리는 뮤지컬 《아가씨들 멋대로》(The Pleasure Seekers)를 위한 짧은 프로모션 필름을 제작하였다.

## 같이 보기
- 티저 트레일러